# Cité Joly
Cité Joly är en återvändsgata i Quartier Saint-Ambroise i Paris elfte arrondissement. Gatan är uppkallad efter den markägare, på vars mark gatan anlades. Cité Joly börjar vid Rue du Chemin-Vert 121.

## Omgivningar
- Saint-Ambroise
- Villa de la Saulaie
- Cité Aubry
- Villa Riberolle
- Rue Lespagnol
- Rue Henri-Ranvier

## Bilder
| - Gatuskylt. - Saint-Ambroise. |

## Kommunikationer
- Tunnelbana – linjerna   – Père Lachaise
- Tunnelbana – linje  – Rue Saint-Maur
- Busshållplats Folie-Régnault – Chemin-Vert – Paris bussnät

### Webbkällor
- ”Cité Joly”. Mairie de Paris. https://web.archive.org/web/20150910131732/http://www.v2asp.paris.fr/commun/v2asp/v2/nomenclature_voies/Voieactu/4886.nom.htm. Läst 18 februari 2024.
- ”Cité Joly (11ème arrondissement)”. Les rues de Paris. https://web.archive.org/web/20160409043759/http://www.parisrues.com/rues11/paris-11-cite-joly.html. Läst 18 februari 2024.